# 6354 방겔리스
6354 방겔리스(6354 Vangelis)는 소행성대에 있는 소행성이다. 외젠 조제프 델포르트가 벨기에 왕립 천문대에서 발견했다.
1970년대부터 21세기까지 활동하고 있는 그리스의 신시사이저 연주자이자 작곡가인 방겔리스를 따서 명명되었다.